# Danh sách vũ khí và trang thiết bị quân sự trong chiến tranh Vùng Vịnh
Danh sách trang thiết bị quân sự sử dụng trong Chiến tranh Vùng Vịnh là bảng tổng hợp các loại vũ khí và các trang bị quân sự được sử dụng bởi các quốc gia trong Chiến tranh Vùng Vịnh từ năm 1990 đến năm 1991.

## Hoa Kỳ

### Bố trí trên đất liền
Xe tăng
- IMP1 Abrams
- M1A1 Abrams MBT
- M1A1 HA Abrams MBT
- M60A1/A3 Patton
- M551A1 Sheridan

Xe thiết giáp
- M2A2 Bradley (xe chiến đấu)
- M3A2 Bradley CFV
- AAVP7A1
- LAV-25 (USMC)
- LAV-AT (USMC)
- M113A2/A3
- M901A1

Rốc két, Cối, pháo
- LAV-M Light Armored Vehicle (Mortar) (USMC)
- M106A2
- M109A2/A3/A4
- M110A2
- M270 MLRS

Chống máy bay
- M163 VADS
- M48 Chaparral
- M1097 Avenger HMMWV
- M167 VADS Vulcan Air Defence System
- MIM-23 Improved Hawk
- MIM-104 Patriot

Pháo và pháo cối
- M102 105 mm
- M198 155 mm
- M58 MICLIC
- M224 60 mm Light Weight Mortar
- M252 81 mm Medium Weight Mortar
- M30 107 mm Heavy Weight Mortar

Phương tiện
- M728 CEV
- M9 ACE
- M60 AVLM
- M88 Hercules ARV
- M60A1 AVLB
- M139 Volcano Mine System
- M577A2 ACP
- AACV7A1 (USMC)
- LAV-25C2
- M981 FISTV
- M998 HMMWV
- M151A2 FAV (USMC)
- M1008 CUCV
- FAV (Fast Attack Vehicle) / DPV (Desert Patrol Vehilce)
- Kawasaki KLR-250-D8
- M35A2 6x6 2.5-Ton Truck "Deuce And A Half"
- M925A1 6x6 5 tấn
- M548 Tracked Cargo Carrier
- M992 FAASV

### Máy bay
Trực thăng
- Bell AH-1F Cobra (Lục quân Hoa Kỳ)
- Bell AH-1J SeaCobra (USMC)
- Bell AH-1T Improved SeaCobra (USMC)
- Bell AH-1W SuperCobra (USMC)
- Boeing AH-64A Apache (Lục quân Hoa Kỳ)
- Boeing CH-46D Sea Knight (USN)
- Boeing CH-46E Sea Knight (USMC)
- Boeing CH-47D Chinook
- Sikorsky CH-53D Sea Stallion (USN, USMC)
- Sikorsky CH-53E Super Stallion (USMC)
- Bell EH-1H Iroquois (Huey) (Army)
- Sikorsky EH-60A Quick Fix (Army)
- Boeing HH-46D Sea Knight (USN)
- Sikorsky HH-60H Seahawk (USN)
- Boeing MH-47 (SOA) Special Operations Aircraft (Army)
- Sikorsky MH-53E Sea Dragon (USN)
- Sikorsky MH-60G Pave Hawk (USAF)
- Bell OH-58A Kiowa (Army)
- Bell OH-58C Kiowa (Army)
- Sikorsky RH-53D Sea Stallion (USMC)
- Kaman SH-2F Seasprite (USN)
- Sikorsky SH-3G Sea King (USN)
- Sikorsky SH-3H Sea King (USN)
- Sikorsky SH-60B Seahawk (USN)
- Bell UH-1H Iroquois (Huey) (Army)
- Bell UH-1N (Huey) (USMC)
- Bell UH-1V Iroquois (Huey) Aeromedical Evacuation (Army)
- Boeing UH-46D Sea Knight (USN)
- Sikorsky UH-60A Black Hawk (Army)

Máy bay
- Grumman A-6E Intruder (USN, USMC)
- Vought A-7E Corsair II (USN)
- BAe/McDonnell Douglas AV-8B Harrier II (USMC)
- A-10A Thunderbolt II (Warthog) (USAF)
- Lockheed AC-130A (Spectre) Gunship (USAF)
- Lockheed AC-130H (Spectre) Gunship (USAF)
- Boeing B-52G Stratofortress (USAF)
- Boeing B-52H Stratofortress (USAF)
- Grumman C-2A Greyhound (USN)
- Lockheed C-5 Galaxy (USAF)
- McDonnell Douglas C-9B Skytrain II (USN)
- Raytheon C-12 Huron (USAF)
- Lockheed C-130 Hercules (USAF)
- Lockheed C-130F Hercules (USN)
- North American Rockwell CT-39G (USN)
- McDonnell Douglas DC-9 (USN)
- Grumman E-2C Hawkeye (USN)
- Boeing E-3B Sentry AWACS Hệ thống cảnh báo không quân và điều khiển (USAF)
- Douglas EA-3B Skywarrior (USN)
- Lockheed EP-3E Aries II (USN)
- Grumman EA-6B Prowler (USN)
- Boeing E-8 Joint STARS (USAF)
- General Dynamics EF-111A Raven (USAF)
- Lockheed EC-130E/J Commando Solo (USAF)
- Lockheed EC-130H Compass Call (USAF)
- Boeing EC-135L Looking Glass (USAF)
- McDonnell Douglas F-4E Phantom II (USAF)
- McDonnell Douglas F-4G Phantom II (Wild Weasel) (USAF)
- Grumman F-14A Tomcat (USN)
- Grumman F-14A+(B) Tomcat (USN)
- McDonnell Douglas F-15C Eagle (USAF)
- McDonnell Douglas F-15E Strike Eagle (USAF)
- General Dynamics F-16A Fighting Falcon (USAF)
- General Dynamics F-16C Fighting Falcon (USAF)
- McDonnell Douglas F/A-18A Hornet (USN, USMC)
- McDonnell Douglas F/A-18C Hornet (USN, USMC)
- McDonnell Douglas F/A-18D Hornet (USMC)
- General Dynamics F-111E Aardvark (USAF)
- General Dynamics F-111F Aardvark (USAF)
- Lockheed F-117A Nighthawk (USAF)
- Lockheed HC-130 King (USAF)
- McDonnell Douglas KC-10A Extender (USAF)
- Lockheed KC-130F Hercules (USN, USMC)
- Lockheed KC-130R Hercules (USMC)
- Lockheed KC-130T Hercules (USMC)
- Boeing KC-135E Stratotanker (USAF)
- Boeing KC-135R Stratotanker (USAF)
- Lockheed MC-130E Hercules Combat Talon (USAF)
- North American Rockwell OV-10A Bronco (USMC)
- North American Rockwell OV-10D Bronco (USMC)
- North American Rockwell OV-10D+ Bronco (USMC)
- Lockheed P-3B Orion (USN)
- Lockheed P-3C Orion (USN)
- Boeing RC-135V/W Rivet Joint (USAF)
- McDonnell Douglas RF-4C Phantom II (USAF)
- Lockheed S-3A Viking (USN)
- Lockheed S-3B Viking (USN)
- Lockheed U-2/TR-1 Dragon Lady (USAF)
- Lockheed UP-3A Orion (USN)

### Tàu
Tàu sân bay
- Midway Class (USS Midway)
- Forrestal Class (USS Saratoga, USS Ranger)
- Kitty Hawk Class (USS America, USS John F. Kennedy)
- Nimitz Class (USS Theodor Roosevelt)

Tàu chiến
- Iowa Class (USS Missouri, USS Wisconsin)

Tàu ngầm
- Los Angeles Class (USS Chicago, USS Louisville)

Tàu tác chiến thủy bộ
- Tarawa Class (USS Tarawa, USS Nassau,)
- Iwo Jima Class (USS Iwo Jima, USS Guam, USS Tripoli, USS New Orleans)

Tàu tuần dương trang bị tên lửa
- Leahy Class (USS Worden, USS Richmond K. Turner)
- Belknap Class (USS Horne, USS Biddle)
- Ticonderoga Class (USS Vally Forge, USS Tomas S. Gates, USS Bunker Hill, USS Mobile Bay, USS Leyte Gulf, USS San Jacinto, USS Philippine Sea, USS Princeton, USS Normandy)
- California Class (USS South Carolina)
- Virginia Class (USS Virginia, USS Mississippi)

Loại khác
- Samuel Gompers Class (USS Samuel Gompers)
- Yellowstone Class (USS Yellowstone, USS Acadia, USS Cape Cod)
- Spruance Class (USS Spruance, USS Paul F. Foster, USS Caron, USS Oldendorf, USS Moosbrugger, USS Leftwich, USS Harry W. Will, USS Fife)
- Farragut Class (USS Macdonough, USS Coontz, USS Preble)
- Kidd Class (USS Kidd)
- Raleigh Class (USS Raleigh, USS Vancouver)
- Austin Class (USS Ogden)
- Cleveland Class (USS Denver, USS Juneau, USS Shreveport)
- Trenton Class (USS Trenton)

Tàu khu trục
- Knox Class (USS Marvin Shields, USS Francis Hammond, USS Vreeland, USS Thomas C. Hart)
- Oliver Hazard Perry Class (USS McInerney, USS Jarrett, USS Curts, USS Halyburton, USS Nichola, USS Hawes, USS Ford, USS Samuel B. Roberts)

Tàu chở đạn dược, vũ khí, quân trang
- Nitro Class (USS Nitro, USS Haleakala)
- Kilauea Class (USS Kilauea, USS Santa Barbara, USS Mount Hood, USS Shasta, USS Kiska)

Tàu cảng
- Anchorage Class (USS Anchorage, USS Portland, USS Pensacola, USS Mount Vernon)
- Whidbey Island Class (USS GErmantown, USS Fort McHenry, USS Gunston Hall)

Tàu chở xe tăng
- Newport Class (USS Manitowac, USS Peoria, USS Frederick, USS Cayuga, USS Saginaw, USS Spartanburg County, USS La Moure County, USS Barbour Country)

Tàu nâng
- SL-7 Type (USS Algol, USNS Bellatrix, USS Denebola, USS Pollux, USNS Altair, USS Regulus, USS Capella)
- Wright Class (USS Wright, USS Curtiss)

Tàu chở dầu
- Neosho Class (USS Neosho, USS Hassayampa, USS Ponchatoula)
- Cimarron Class (USS Platte)
- Henry J. Kaiser Class (USS Joshua Humphreys, USNS Andrew J. Higgins, USS Walter S. Diehl)

Tàu dự trữ chiến đấu
- Mars Class (USS Mars, USS Sylvania, USS Niagra Falls, USS San Diego, USS San Jose)
- Sirius Class (USNS Sirius, USNS Spica)

Tàu hỗ trợ chiến đấu
- Sacramento Class (USS Sacramento, USS Seattle, USS Detroit)

Tàu quét thủy lôi
- Aggressive Class (USS Impervious)

Tàu sửa chữa
- Vulcan Class (USS Vulcan, USS Jason)

Tàu cứu hộ, cứu nạn
- Edenton Class (USS Beaufort)

Tàu bệnh viện
- Mercy Class (USNS Mercy, USNS Comfort)

Tàu chở thủy quân lục chiến
- Charleston Class USS Durham, USS Mobile)

Tàu phá mìn
- Avenger Class (USS Avenger)

Tàu khảo sát
- Chauvenet Class (USS Chauvenet)

Máy bay mặt nước loại nhẹ
- LCU 1610 (Landing Craft Utility)
- LCAC (Landing Craft Air Cushion)

## Anh

### Bố trí trên đất liền
Xe tăng
- FV4030/4 Challenger MBT (Main Battle Tank)
- FV4003 Centurion Mk.5 AVRE 165 (Armoured Vehicle Royal Engineers)

Xe bọc thép
- FV101 Scorpion CVR(T) (Combat Vehicle Reconnaissance (Tracked))
- FV102 Striker CVR(T) (Combat Vehicle Reconnaissance (Tracked))
- FV103 Spartan CVR(T) (Combat Vehicle Reconnaissance (Tracked))
- FV104 Samaritan CVR(T) (Combat Vehicle Reconnaissance (Tracked)) Ambulance
- FV106 Samson CVR(T) (Combat Vehicle Reconnaissance (Tracked))
- FV107 Scimitar CVR(T) (Combat Vehicle Reconnaissance (Tracked))
- FV432 Trojan APC (Armoured Personnel Carrier)
- FV432 Trojan APC (Armoured Personnel Carrier) Ambulance
- FV510 Warrior Tracked Armoured Vehicle MCV-80 (Mechanised Combat Vehicle)
- Ferret Armoured Car

Tên lửa, rốc két, pháo phản lực
- FV432(M) Trojan SPMC (Self-Propelled Mortar Carrier)
- M109 155 mm SPH (Self-Propelled Howitzer) M109A2
- M110 8inch SPH (Self-Propelled Howitzer) M110A2
- MLRS (Multiple Launch Rocket System)

Chống máy bay
- Rapier Field Standard B2 Stationary SAM (Surface-To-Air Missile) Launcher
- Tracked Rapier TR1 Mobile SAM (Surface-To-Air Missile) Launcher
- Javelin LML (Lightweight Multiple Launcher) SAM (Surface-To-Air Missile) Launcher

Pháo và pháo cối
- L118 105 mm Light Gun
- 51 mm Light Mortar
- L16A1 81 mm Mortar

Engineering & Recovery Vehicles
- FV4205 Cheiftain AVLB (Armoured Vehicle Launched Bridge)
- FV180 CET (Combat Engineer Tractor)
- FV434 ARV (Armoured Recovery Vehicle)
- FV512 Warrior MCRV (Mechanised Combat Repair Vehicle)
- FV513 Warrior MRV(R) (Mechanised Recovery Vehicle (Repair))
- CHARRV (Challenger Armoured Repair and Recovery Vehicle)

Xe chỉ huy
- FV105 Sultan CVR(T) (Combat Vehicle Reconnaissance (Tracked))

Các loại xe khác
- Land Rover Defender
- Leyland 4x4 4-Tonne Lorry
- Bedford 4x4 8-Tonne Lorry
- Mercedes Unimog Support Vehicle
- FV620 Stalwart Amphibious Truck
- Harley Davidson MT530E
- Armstong 500

### Máy bay
Trực thăng
- Aérospatiale-Westland Gazelle AH. Mk.1 (AAC)
- Westland Lynx AH.Mk.1 (AAC)
- Westland Lynx AH.Mk.7 (AAC)
- Westland Lynx HAS.Mk.3 (RN)
- Boeing Chinook HC.1B (RAF)
- Westland Sea King HC.Mk.4 (RN)
- Westland Puma HC.Mk.1 (RAF)

Máy bay
- Panavia Tornado GR.Mk.1 (RAF) IDS (Interdictor/Strike)
- SEPECAT Jaguar GR.Mk.1A (RAF)
- Panavia Tornado FS.Mk.3 (RAF) ADV (Air Defence Variant)
- Blackburn Buccaneer S.Mk.2B (RAF)
- BAe Nimrod MR.Mk.2P (RAF)
- Britten-Norman BN-2 Islander AL1 (RAF)
- Handley Page Victor K.Mk.2 (RAF)
- Lockheed L-1011 Tristar (RAF)
- Lockheed Hercules C.Mk.1 (RAF)
- Lockheed Hercules C.Mk.3 (RAF)
- Vickers VC-10 C.Mk.1 (RAF)
- Vickers VC-10 K.Mk.2 (RAF)
- Vickers VC-10 K.Mk.3 (RAF)

### Tàu
Tàu khu trục
- Leander Class (HMS Jupiter)
- Broadsword Class (HMS Battleaxe, HMS Brzaen, HMS London)
- Sheffield Class (HMS York, HMS Gloucester, HMS Exeter, HMS Manchester, HMS Cardiff)

Tàu ngầm
- HMS Opossum

Fleet Support Tanker
- RFA Orangeleaf

Fast Fleet Tankers
- RFA Olna

Tàu dự trữ
- RFA Regent
- RFA Fort Grange

Tàu phá mìn
- Hunt Class (HMS Ledbury, HMS Cattistock, HMS Dulverton, HMS Bicester, HMS Atherstone, HMS Hurworth)

Tàu sửa chữa
- RFA Diligence

Tàu cứu thương
- RFA Argus

## Ả Rập Xê Út

### Bố trí trên đất liền
Xe tăng
- AMX-30S MBT (Main Battle Tank)
- M60A1/A3 Patton MBT (Main Battle Tank)

Xe bọc thép
- M2A2 Bradley IFV (Infantry Fighting Vehicle)
- AMX-10P IFV (Infantry Fighting Vehicle)
- AMX/HOT ATGM (Anti-Tank Guided Missile) Launcher
- Panhard AML-60 Armoured Car
- Panhard AML-90 Armoured Car
- M113A1 APC (Armored Personnel Carrier)
- Engesa EE-11 Urutu APC (Armored Personnel Carrier)
- Panhard M3 VTT APC (Armored Personnel Carrier)
- Cadillac Gage V-150 Commando
- Cadillac Gage V-150 Commando (Imp. TOW)

Rốc két, cối, pháo (loại tự đẩy)
- M109A2 155 mm SPH (Self-Propelled Howitzer)
- AMX-GCT 155 mm SPH (Self-Propelled Howitzer)
- ASTROS-II MLRS (Multiple Launch Rocket System)
- M106A2 Self-Propelled Mortar Carrier
- Cadillac Gage V-150 Commando (Mortar 81 mm)
- Cadillac Gage V-150 Commando (Mortar 90 mm)

Pháo và pháo cối
- M56 105 mm Towed Howitzer
- M102 105 mm Towed Howitzer
- M198 155 mm Towed Howitzer
- M30 107 mm Heavy Weight Mortar

Chống máy bay
- M163 VADS Vulcan Air Defence System
- AMX-30SA Shahine Self-Propelled SAM (Surface-To-Air Missile) Launcher
- AMX-30SA SPAAA (Self-Propelled Anti-Aircraft Artillery)
- MIM-23 Improved Hawk SAM (Surface-To-Air Missile) Launcher
- Shahine Stationary SAM (Surface-To-Air Missile) Launcher
- Bofors 40 mm L/70 AAA (Anti-Aircraft Artillery)
- Oerlikon-Buhrle Twin 35 mm GDF AAA (Anti-Aircraft Artillery)

Loại khác
- Land Rover Defender

### Máy bay
Trực thăng
- Sikorsky UH-60A Black Hawk (RSLF)
- Agusta-Bell 205 Iroquois (RSAF)
- Agusta-Bell 206 Jet Ranger (RSAF)
- Agusta-Bell 212 Agusta (RSAF)
- Kawasaki KV-107 (RSAF)
- Eurocopter AS-365N Dauphin (Navy)
- Eurocopter AS-332B Super Puma (Navy)

Máy bay
- Lockheed C-130E Hercules (RSAF)
- Lockheed C-130H Hercules (RSAF)
- Boeing E-3A Sentry AWACS Airborne Warning And Control System (RSAF)
- Northrop F-5E Tiger II (RSAF)
- McDonnell Douglas F-15C Eagle (RSAF)
- Lockheed KC-130H (RSAF)
- Northrop RF-5E Tigereye (RSAF)
- Panavia Tornado IDS Interdictor/Strike (RSAF)
- Panavia Tornado ADV Air Defence Variant (RSAF)

## Cô oét

### Bố trí trên cạn
Xe tăng
- M-84AB MBT (Main Battle Tank)

Xe bọc thép
- BMP-2 IFV (Infantry Fighting Vehicle)
- M113A1 APC (Armored Personnel Carrier)

### Máy bay
Trực thăng
- Aérospatiale SA.342 Gazelle

Máy bay
- Dassault Mirage F1CK (KAF)
- McDonnell Douglas A-4KU Skyhawk (KAF)

## Pháp

### Bố trí trên đất liền
Xe tăng
- AMX-30B2 MBT (Main Battle Tank)

Xe bọc thép
- GIAT AMX-10RC Armoured Car
- Panhard AML-90 Armoured Car
- Panhard ERC-90F4 Sagaie Armoured Car

Pháo và pháo cối
- TR-F1 155 mm Towed Howitzer
- MO-81-61C 81 mm Mortar
- MO-120-RT-61 120 mm Mortar

Chống máy bay
- GIAT 20 mm 53T2 Towed AAA (Anti-Aircraft Artillery)
- Mistral SAM (Surface-To-Air Missile) Launcher

Loại khác
- Peugeot P4 4WD
- VLRA (Vehicule de Liaison et Reconnaissance de L'Armee) Truck
- GIAT VAB (Véhicule de l'Avant Blindé)
- GIAT VAB-PC (Véhicule de l'Avant Blindé) (Command)
- GIAT VAB-VCAC/HOT (Véhicule de l'Avant Blindé) ATGM (Anti-Tank Guided Missile) Launching Vehicle
- GIAT VAB-VTM (Véhicule de l'Avant Blindé) Mortar Tractor

### Máy bay
Trực thăng
- Aérospatiale SA-342 Gazelle
- Aérospatiale SA-330 Puma
- Aérospatiale Super Frelon

Máy bay
- Dassault Mirage F1C-200 (AdA)
- Dassault-Breguet Mirage 2000 (AdA)
- SEPECAT Jaguar A (AdA)
- Dassault Super Étendard

### Tàu
Tàu sân bay
- FS Clemenceau

## Qatar

### Bố trí trên đất liền
Xe tăng
- AMX-30S MBT (Main Battle Tank)

## Irắc
List of substantial numbers of various military equipment in Iraq's possession from around 1970 onwards. (Not a guarantee that all were used in combat or in theatre during the war.)

### Bố trí trên đất liền
Xe tăng
- T-72M1 MBT (Main Battle Tank)
- Asad Babil MBT (Main Battle Tank)
- T-62 MBT (Main Battle Tank)
- T-55 MBT (Main Battle Tank)
- T-55 Enigma MBT (Main Battle Tank)
- T-55QM MBT (Main Battle Tank)
- T-55QM2 MBT (Main Battle Tank)
- Type 59 MBT (Main Battle Tank)
- Type 69-II MBT (Main Battle Tank)
- Type 69-QM MBT (Main Battle Tak)
- Type 69-QM2 MBT (Main Battle Tak)
- PT-76 Amphibious Tank

Xe bọc thép
- BMP-1 IFV (Infantry Fighting Vehicle)
- BMP-2 IFV (Infantry Fighting Vehicle)
- AMX-10P IFV (Infantry Fighting Vehicle)
- Panhard ERC-90 Sagaie Armoured Car
- Panhard AML-60 Armoured Car
- Panhard AML-90 Armoured Car
- Engesa EE-9 Cascavel Armoured Car
- Engesa EE-3 Jararaca Reconnaissance Vehicle
- BRDM-2 Reconnaissance Vehicle
- M-3 VTT APC (Armoured Personnel Carrier)
- Engesa EE-11 Urutu APC (Armoured Personnel Carrier)
- Type 63 YW-351 APC (Armoured Personnel Carrier)
- OT-62C APC (Armoured Personnel Carrier)
- OT-64C SKOT-2A APC (Armoured Personnel Carrier)
- Walid APC (Armoured Personnel Carrier)
- PSZH D-944 APC (Armoured Personnel Carrier)
- MT-LB APC (Armoured Personnel Carrier)
- Roland APC (Armoured Personnel Carrier)
- BTR-50P APC (Armoured Personnel Carrier)
- BTR-60PB APC (Armoured Personnel Carrier)
- M-60P APC (Armoured Personnel Carrier)
- VCR-TH ATGM (Anti-Tank Guided Missile) Launcher Vehicle
- BRDM-2 9P133 ATGM (Anti-Tank Guided Missile) Launcher Vehicle

Tên lửa, rốc két, pháo (tự đẩy)
- 2S1 Gvozdika 122 mm SPH (Self Propelled Howitzer)
- 2S3 Akatsiya 152 mm SPH (Self Propelled Howitzer)
- AMX-GCT 155 mm SPH (Self Propelled Howitzer)
- ASTROS II MLRS (Multiple Launch Rocket System)
- RL-21 122 mm (Multiple Rocket Launcher)
- BM-21 Grad 122 mm MRL (Multiple Rocket Launcher)
- FROG-7 Luna-M TEL (Transporter/Erector/Launcher)
- 9P117/SS-1c Scud-B TEL (Transporter/Erector/Launcher)

Chống máy bay
- ZSU-57-2 SPAAA (Self-Propelled Anti-Aircraft Artillery)
- ZSU-23-4 Shilka SPAAA (Self-Propelled Anti-Aircraft Artillery)
- NIIP\Vympel 2K12 "Kub" SA-6a Gainful Self-Propelled SAM (Surface-To-Air Missile) Launcher
- Antey 9K33M Osa-AK SA-8b Gecko Self-Propelled SAM (Surface-To-Air Missile) Launcher
- Nudelman 9K31 "Strela-1" SA-9 Gaskin Self-Propelled SAM (Surface-To-Air Missile) Launcher
- ZRK-BD 9K35 "Strela-10" SA-13 Gopher Self-Propelled SAM (Surface-To-Air Missile) Launcher
- AMX-30 Roland 2 Self-Propelled SAM (Surface-To-Air Missile) Launcher
- Lavochkin OKB S-75 Dvina SA-2 Guidline SAM (Surface-To-Air Missile) Launcher
- Isayev S-125M "Neva-M" SA-3b Goa SAM (Surface-To-Air Missile) Launcher
- Roland 2 SAM (Surface-To-Air Missile) Launcher
- ZPU-1 14.5 mm Towed AAA (Anti-Aircraft Artillery)
- ZPU-2 14.5 mm Towed AAA (Anti-Aircraft Artillery)
- ZPU-4 14.5 mm Towed AAA (Anti-Aircraft Artillery)
- ZU-23-2 23 mm Towed AAA (Anti-Aircraft Artillery)
- M1939 37 mm Towed AAA (Anti-Aircraft Artillery)
- S-60 57 mm Towed AAA (Anti-Aircraft Artillery)
- S-60 Twin 57 mm Towed AAA (Anti-Aircraft Artillery)
- KS-19 100 mm Towed AAA (Anti-Aircraft Artillery)

Rốc két, pháo, pháo cối
- T-12 100 mm Anti-Tank Gun
- Type 63 107 mm MRL (Multiple Rocket Launcher)
- D-30 122 mm Towed Howitzer
- M-46 130 mm Field Gun
- D-20 152 mm Towed Howitzer
- 2A36 152 mm Towed Howitzer
- Type 83 152 mm Towed Howitzer
- GHN-45 155 mm Towed Howitzer
- M-46 155 mm Towed Howitzer
- G5 155 mm Towed Howitzer
- Al-Jaleel 82 mm Mortar
- Al-Jaleel 120 mm Mortar
- M43 160 mm Mortar
- M240 240 mm Mortar

Engineering & Recovery Vehicles
- Type 653 ARV (Armoured Recovery Vehicle)
- FV4024 Chieftain ARV (Armoured Recovery Vehicle)

Xe chỉ huy
- Type 63 YW-701 CP (Command Post)
- BTR-50PU Command Vehicle
- BTR-60PU Command Vehicle

Loại khác
- UAZ-69
- Ural M-61 Motorcycle

### Máy bay
Trực thăng
- Aérospatiale SA-316B Alouette III
- Aérospatiale SA-321H Super Frelon
- Aérospatiale SA-330 Puma
- Aérospatiale SA-342K Gazelle
- Bell 214ST
- Bölkow Bo-105C
- Bölkow Bo-105L
- Hughes 300C
- Hughes MD-500MD Defender
- Hughes MD-530F
- MBB/Kawasaki BK-117
- Mil Mi-4A Hound-A
- Mil Mi-6T Hook-A
- Mil Mi-8T Hip-C
- Mil Mi-8TV Hip-F
- Mil Mi-17 Hip-H
- Mil Mi-25 Hind-D

Máy bay
- Antonov An-12 Cub-A
- Antonov An-26 Curl-A
- Chengdu F-7A
- Dassault Mirage F1EQ
- Ilyushin Il-76M Candid-B
- Mikoyan-Gurevich MiG-21MF Fishbed-J
- Mikoyan-Gurevich MiG-21bis Fishbed-N
- Mikoyan-Gurevich MiG-23BN Flogger-H
- Mikoyan-Gurevich MiG-23MF Flogger-B
- Mikoyan-Gurevich MiG-23MS Flogger-E
- Mikoyan-Gurevich MiG-25P Foxbat-A
- Mikoyan-Gurevich MiG-25RB Foxbat-B
- Mikoyan MiG-29B Fulcrum-A
- Shenyang F-6A
- Sukhoi Su-7B Fitter-A
- Sukhoi Su-20 Fitter
- Sukhoi Su-22UM-3K Fitter-G
- Sukhoi Su-22M-4 Fitter-K
- Sukhoi Su-24MK Fencer-D
- Sukhoi Su-25K Frogfoot-A

### Tàu
Tàu đổ bộ
- Type 773 Polnochny Class

Tàu tấn công nhanh
- TNC-45

Tàu thả mìn, thủy lôi
- Type 43

Tàu tuần tiễu
- Zhuk Class